# Kronborg Gletscher
Kronborg Gletscher är en glaciär i Grönland (Kungariket Danmark).   Den ligger i kommunen Sermersooq, i den sydöstra delen av Grönland, 1 100 km öster om huvudstaden Nuuk. Kronborg Gletscher ligger 1 108 meter över havet.
Terrängen runt Kronborg Gletscher är varierad.  Trakten runt Kronborg Gletscher är nära nog obefolkad, med mindre än två invånare per kvadratkilometer. Det finns inga samhällen i närheten. Trakten runt Kronborg Gletscher är permanent täckt av is och snö.